# Konowata
Konowata (海鼠腸, "søpølse-indmad") er en lokal specialitet (chinmi) fra det japanske køkken, især i Mikawa-provinsen (Aichi-præfekturet) og Shima-provinsen (Mie-præfekturet) ved Ise-bugten. Den kendes i Japan siden Nara-perioden (710-794), hvor den formentlig blev overtaget fra Korea eller Kina, hvor søpølser var udbredte som føde.
Retten fremstilles af saltet indmad (wata) fra søpølser af arten Stichopus japonicus (海鼠, namako), hvor ko er en gammel betegnelse for denne art. Indmaden, der består af fordøjelsesdelen og kønsorganerne, bliver fjernet, vasket og saltet. Ydersiden af søpølsen bliver ligeledes benyttet som en værdsat delikatesse (sunomono). Æggestokkene bliver for det meste fjernet og solgt tørret som en selvstændig delikatesse (hoshiko, kuchiko eller bachiko).
Konowata anses sammen med uni (søpindsvineæg) og karasumi (tørrede multerogn) for at være en af Japans tre største delikatesser (nippon sandai chinmi). Den sælges i flasker, der ved god kvalitet kan koste op til 50 dollars.